# Gesetz über den vaterländischen Hilfsdienst
Das Gesetz über den vaterländischen Hilfsdienst, umgangssprachlich auch Hilfsdienstgesetz genannt, wurde im Ersten Weltkrieg von der deutschen Obersten Heeresleitung im Rahmen des Hindenburg-Programms veranlasst. Es sollte Kräfte für den Krieg mobilisieren und der revolutionären Bewegung entgegenwirken. In zeitgenössischen Quellen wird auch oft unter dem Ausdruck Zivildienstpflicht auf dieses Gesetz Bezug genommen. Das Gesetz trat am 6. Dezember 1916 in Kraft (RGBl. S. 1333).
Alle deutschen Männer zwischen dem 17. und dem 60. Lebensjahr, die nicht zur Armee eingezogen worden waren oder nicht vor 1916 in einem agrarischen oder forstwirtschaftlichen Betrieb gearbeitet hatten, wurden nach diesem Gesetz verpflichtet, in der Rüstungsindustrie oder in einem kriegswichtigen Betrieb zu arbeiten. Mit Bekanntmachung vom 4. April 1917 wurde das Gesetz auf Angehörige der österreichisch-ungarischen Monarchie ausgedehnt.
Durch die gesetzliche Arbeitsverpflichtung war die freie Wahl des Arbeitsplatzes aufgehoben. Damit sollte auch eine politische Betätigung verwehrt werden. Ein Zugeständnis an die Gewerkschaften waren die mit § 11 vorgeschriebenen ständigen Arbeiterausschüsse, die in allen Betrieben mit mindestens 50 Arbeitern einzurichten waren. Die Vorschrift zur Bildung von gesetzlichen Arbeitnehmervertretungen bewertete der Historiker Hans Jürgen Teuteberg in seiner Studie über die „Geschichte der industriellen Mitbestimmung in Deutschland“ als das „Ende der einseitigen Fabrikherrschaft“.